# 羽谷直子のきゃぴきゃぴキャンパス@阪大
『羽谷直子のきゃぴきゃぴキャンパス@阪大』（はだになおこのきゃぴきゃぴあっとはんだい）は、朝日放送ラジオ（ABCラジオ）で2005年10月4日から2006年3月28日まで、毎週火曜日の25:30 - 26:00に放送されていたラジオ番組である。大阪大学工学研究科･工学部提供。

## 概要
ABCアナウンサー羽谷直子が進行を務め、謎のアシスタント（?）ロボのキャボット君（37万歳）と共に、大阪大学の情報について紹介していく。国立大学がラジオ番組のスポンサーになるのは全国初である。
当初は2005年12月までの3ヶ月の放送の予定であった。しかし放送期間が3ヶ月延長され、2006年3月28日（29日未明）の放送をもって最終回となった。最終回のゲストは、有機化合化学の教授であった。
番組名は、以前に単発で放送された一人喋り番組『羽谷直子のきゃぴきゃぴラジオ』の延長線で付けられた物と思われる。
テーマソングは、POLYSICSの「Baby BIAS」（2005年4月27日発売）。

## 番組内容
- 気になる教授の真夜中きゃぴきゃぴ研究室（工学部の教授をゲストとして呼び、研究内容や研究室について聞く）
- はだにんのきゃぴきゃぴニュース（リスナーから受け付けた川柳の発表）

## 備考
大阪大学工学研究科･工学部は2006年度以降にも、『どんなんかな?阪大工学部』のタイトルで、大学の情報を紹介する番組を放送している。